# Novotroitske (Volnovaja)
Novotroitske (en ucraniano: Новотроїцьке; en ruso: Новотроицкое, romanizado: Novotroitskoye) es un asentamiento de tipo urbano ucraniano perteneciente al óblast de Donetsk. Situado en el este del país, hasta 2020 y después de esta fecha, Novotroitske es parte del raión de Volnovaja y del municipio (hromada) de Oljinka.
El asentamiento se encuentra ocupado por Rusia desde marzo de 2022 en el marco de la invasión rusa de Ucrania.

## Geografía
Novotroitske se encuentra a orillas del río Suja Volnovaja, 14 km al noroeste de Volnovaja y 34 km al suroeste de Donetsk.

## Historia
Novotroitske fue fundado por los esfuerzos de asentamiento del Imperio ruso en 1824, aunque había existido un asentamiento anterior desde 1773 con habitantes procedente de las gobernaciones de Voisko del Don y de Poltava. Los colonos procedían del pueblo de Troitskoye en el ókrug de Taganrog y, en consecuencia, cambiaron el nombre del lugar a su nombre actual. 
Novotroitske recibió el estatus de asentamiento de tipo urbano en 1938. Desde principios de 1974, aquí funcionaba una planta de hormigón asfáltico, una planta de refrescos y una explotación de caliza y dolomita.
En la guerra del Dombás, las fuerzas ucranianas mantuvieron el control de Novotroitske a pesar de que hubo combates en el asentamiento en 2014. El 1 de septiembre de 2014, apareció información de que militantes prorrusos ocuparon Novotroitske, recuperado posteriormente por Ucrania. En Novotroitske, había un puesto de control que controla la entrada y salida de vehículos al territorio controlado por la autoproclamada República Popular de Donetsk, Dokuchaevsk y Olénivka, que era de los más estables a lo largo de toda la línea de contacto. 
Desde el 13 de marzo de 2022, al comienzo de la invasión rusa de Ucrania, las tropas rusas se hicieron con el control de Novotroitske y pasando a estar administrada por la autoproclamada República Popular de Donetsk.

## Demografía
La evolución de la población de Novotroitske entre 2001 y 2022 fue la siguiente:
| 9307                                                          | 7700 | 7093 | 6978 | 6816 | 6637 | 6296 |
| (Fuente: Cities & Towns of Ukraine y UKRAINE: Größere Städte) |      |      |      |      |      |      |

Según el censo de 2001, la lengua materna de la mayoría de los habitantes, el 68,24%, es el ucraniano; del 30,84% es el ruso.

## Economía
Alrededor del asentamiento existen grandes yacimientos de roca mineral, y estos son extraídos a cielo abierto y son clave de la actividad económica en Novotroitske.

## Infraestructura

### Transporte
La carretera principal N20 (Slóviansk-Mariúpol) atraviesa Novotroitske y está a 8 km de la estación de tren de Velikoanadol.